# Southern Football League 2014-15
Southern Football League 2014–15 là mùa giải thứ 112 trong lịch sử Southern League từ khi thành lập vào năm 1894. Từ mùa giải hiện tại trở đi, Southern League được biết đến với tên gọi: Evo-Sti Southern Premier sau một hợp đồng tài trợ bởi Evo-Stik.
Sau khi hủy bỏ câu lạc bộ Hinckley United của giải Premier Division club  và câu lạc bộ Thatcham Town bị xuống hạng Division One South & West vào cuối mùa giải và câu lạc bộ Vauxhall Motors xuống hạng từ giải Conference North, Fleet Town được bảo toàn suất xuống hạng từ giải Division One South & West.
Sau đó kết nạp thêm câu lạc bộ Worksop Town từ hệ thống giải Northern Premier League. Wingate & Finchley ban đầu kết nạp vào giải Isthmian League Division One North nhưng sau đó chuyển sang giải Premier Division. Đội bóng Ware di chuyển đến giải Isthmian sau khi lần đầu tiên chơi tại giải Southern League Division One Central, còn Hayes & Yeading United di chuyển đến giải Southern Premier sau khi lần đầu tiên chơi tại giải Isthmian Premier. Hayes & Yeading thay thế Halesowen Town đã di chuyển từ Northern sang Southern, và đã được chuyển lại. Corby Town trở lại Southern sau khi lần đầu tiên chơi tại giải Northern, còn Stourbridge thì ngược lại. Ware được thay thế bởi Bedworth United ở giải Division One Central, đội bóng này đã chuyển sang giải Northern Premier League Division One South.
Tuy nhiên, Hayes & Yeading United lại một lần nữa di chuyển đến giải Conference South, trong khi Hereford United bị xóa bỏ khỏi hệ thống giải Football Conference, và phải xuống tận Southern Premier.

## Premier Division
Premier Division có 7 câu lạc bộ mới, còn lại 24 câu lạc bộ::
- Cirencester Town, thăng hạng khi vô địch Division One South & West
- Dorchester Town, xuống hạng từ Conference South
- Dunstable Town, thăng hạng khi vô địch Division One Central
- Hereford United, khai trừ khỏi Conference và chấp nhận xuống Southern League[7]
- Histon, xuống hạng từ Conference North
- Paulton Rovers, thăng hạng khi thắng play-off Division One South & West
- Slough Town, thăng hạng khi thắng play-off Division One Central

Hereford United F.C. được đưa ra tòa án London vào ngày 19 tháng 12 năm 2014, sau khi không thể đảm bảo tài chính khi chủ sở hữu của câu lạc bộ không đủ ngân sách để trả nợ cho câu lạc bộ. Chủ sở hữu đó là HM Revenue and Customs. Các con số của câu lạc bộ ở Southern League chính thức bị xóa bỏ ngày 5 tháng 1 năm 2015.

### Bảng xếp hạng
| XH | Đội                                | Tr | T  | H  | T  | BT | BB | HS  | Đ    | Lên hay xuống hạng                     |
| -- | ---------------------------------- | -- | -- | -- | -- | -- | -- | --- | ---- | -------------------------------------- |
| 1  | Bản mẫu:Fb team Corby Town (C) (P) | 44 | 29 | 7  | 8  | 86 | 47 | +39 | 94   | Lên chơi tạithe National League North  |
| 2  | Bản mẫu:Fb team Poole Town         | 44 | 28 | 7  | 9  | 84 | 35 | +49 | 91   | Đủ điều kiện tham dựthe Play-offs      |
| 3  | Bản mẫu:Fb team Truro City (O) (P) | 44 | 27 | 5  | 12 | 83 | 58 | +25 | 86   | Đủ điều kiện tham dựthe Play-offs      |
| 4  | Bản mẫu:Fb team Hungerford Town    | 44 | 22 | 13 | 9  | 64 | 36 | +28 | 79   | Đủ điều kiện tham dựthe Play-offs      |
| 5  | Bản mẫu:Fb team St Neots Town      | 44 | 20 | 16 | 8  | 82 | 58 | +24 | 76   | Đủ điều kiện tham dựthe Play-offs      |
| 6  | Bản mẫu:Fb team Redditch United    | 44 | 21 | 12 | 11 | 73 | 44 | +29 | 75   |                                        |
| 7  | Bản mẫu:Fb team Weymouth           | 44 | 22 | 7  | 15 | 71 | 71 | 0   | 73   |                                        |
| 8  | Bản mẫu:Fb team Cirencester Town   | 44 | 20 | 12 | 12 | 77 | 54 | +23 | 72   |                                        |
| 9  | Bản mẫu:Fb team Hitchin Town       | 44 | 20 | 10 | 14 | 78 | 63 | +15 | 70   |                                        |
| 10 | Bản mẫu:Fb team Paulton Rovers     | 44 | 18 | 10 | 16 | 65 | 62 | +3  | 64   |                                        |
| 11 | Bản mẫu:Fb team Chippenham Town    | 44 | 16 | 13 | 15 | 54 | 54 | 0   | 61   |                                        |
| 12 | Bản mẫu:Fb team Chesham United     | 44 | 16 | 12 | 16 | 79 | 72 | +7  | 60   |                                        |
| 13 | Bản mẫu:Fb team Cambridge City     | 44 | 14 | 15 | 15 | 71 | 62 | +9  | 57   |                                        |
| 14 | Bản mẫu:Fb team Dunstable Town     | 44 | 16 | 9  | 19 | 71 | 78 | −7  | 57   |                                        |
| 15 | Bản mẫu:Fb team Bideford           | 44 | 16 | 7  | 21 | 66 | 85 | −19 | 55   |                                        |
| 16 | Bản mẫu:Fb team Slough Town        | 44 | 13 | 12 | 19 | 66 | 88 | −22 | 51   |                                        |
| 17 | Bản mẫu:Fb team Dorchester Town    | 44 | 14 | 8  | 22 | 63 | 74 | −11 | 50   |                                        |
| 18 | Bản mẫu:Fb team Histon             | 44 | 13 | 10 | 21 | 53 | 74 | −21 | 49   |                                        |
| 19 | Bản mẫu:Fb team Biggleswade Town   | 44 | 11 | 12 | 21 | 57 | 75 | −18 | 45   |                                        |
| 20 | Bản mẫu:Fb team Frome Town         | 44 | 10 | 11 | 23 | 49 | 80 | −31 | 41   |                                        |
| 21 | Bản mẫu:Fb team Banbury United (R) | 44 | 9  | 10 | 25 | 53 | 86 | −33 | 37   | Xuống chơi tạiDivision One Central/S&W |
| 22 | Bản mẫu:Fb team Arlesey Town (R)   | 44 | 10 | 6  | 28 | 43 | 84 | −41 | 36   | Xuống chơi tạiDivision One Central/S&W |
| 23 | Burnham (R)                        | 44 | 5  | 8  | 31 | 41 | 89 | −48 | 020‡ | Xuống chơi tạiDivision One Central/S&W |
| 24 | Bản mẫu:Fb team Hereford United    | 0  | 0  | 0  | 0  | 0  | 0  | 0   | 0†   | Club folded, record expunged           |

Cập nhật đến 16:27, ngày 4 tháng 5 năm 2015 (UTC)
Nguồn: http://www.southern-football-league.co.uk
Quy tắc xếp hạng: 1. Điểm; 2. Hiệu số bàn thắng; 3. Số bàn thắng.
‡ Burnham bị trừ 3 điểm vì sử dụng cầu thủ không hợp lệ.
† Hereford United F.C. bị khai trừ vào ngày 19 tháng 12 năm 2014; những con số của câu lạc bộ Pl25 W8 D6 L11 GF35 GA42 ₧30 đã bị xóa bỏ vào ngày 5 tháng 1 năm 2015.
(VĐ) = Vô địch; (XH) = Xuống hạng; (LH) = Lên hạng; (O) = Thắng trận Play-off; (A) = Lọt vào vòng sau. 
Chỉ được áp dụng khi mùa giải chưa kết thúc: 
(Q) = Lọt vào vòng đấu cụ thể của giải đấu đã nêu; (TQ) = Giành vé dự giải đấu, nhưng chưa tới vòng đấu đã nêu.

### Play-offs
|  | Bán kết | Bán kết         | Bán kết |               |   | Chung kết  | Chung kết | Chung kết |  |
|  |         |                 |         |               |   |            |           |           |  |
|  | 2       | Poole Town      | 0       |               |   |            |           |           |  |
|  | 2       | Poole Town      | 0       |               |   |            |           |           |  |
|  | 5       | St Neots Town   | 1       |               |   |            |           |           |  |
|  | 5       | St Neots Town   | 1       |               | 3 | Truro City | 1         |           |  |
|  |         |                 |         |               | 3 | Truro City | 1         |           |  |
|  |         |                 | 4       | St Neots Town | 0 |            |           |           |  |
|  | 3       | Truro City      | 4       | St Neots Town | 0 | 1          |           |           |  |
|  | 3       | Truro City      |         |               |   |            |           |           |  |
|  | 4       | Hungerford Town | 0       |               |   |            |           |           |  |

#### Bán kết
| 28 tháng 4 năm 2015 | Poole Town | 0–1 | St Neots Town | Tatnam, Poole       |  |
| 19:45               |            |     | Clarke 76'    | Lượng khán giả: 841 |  |

| 28 tháng 4 năm 2015 | Truro City  | 1–0 | Hungerford Town | Treyew Road, Truro  |  |
| 19:45               | Vassell 85' |     |                 | Lượng khán giả: 820 |  |

#### Chung kết
| 4 tháng 5 năm 2015 | Truro City    | 1–0 | St Neots Town | Treyew Road, Truro    |  |
| 15:00              | White 67' (p) |     |               | Lượng khán giả: 1,450 |  |

### Kết quả chi tiết
| S.nhà ╲ S.khách                  | Bản mẫu:Fb team Arlesey Town | Bản mẫu:Fb team Banbury United | Bản mẫu:Fb team Bideford | Bản mẫu:Fb team Biggleswade Town | BUR | Bản mẫu:Fb team Cambridge City | Bản mẫu:Fb team Chesham United | Bản mẫu:Fb team Chippenham Town | Bản mẫu:Fb team Cirencester Town | Bản mẫu:Fb team Corby Town | Bản mẫu:Fb team Dorchester Town | Bản mẫu:Fb team Dunstable Town | Bản mẫu:Fb team Frome Town | Bản mẫu:Fb team Histon | Bản mẫu:Fb team Hitchin Town | Bản mẫu:Fb team Hungerford Town | Bản mẫu:Fb team Paulton Rovers | Bản mẫu:Fb team Poole Town | Bản mẫu:Fb team Redditch United | Bản mẫu:Fb team Slough Town | Bản mẫu:Fb team St Neots Town | Bản mẫu:Fb team Truro City | Bản mẫu:Fb team Weymouth |
| Bản mẫu:Fb team Arlesey Town     |                              | 2–2                            | 0–1                      | 2–1                              | 2–1 | 0–2                            | 0–3                            | 0–0                             | 1–2                              | 1–2                        | 1–0                             | 0–2                            | 2–2                        | 2–1                    | 0–2                          | 2–3                             | 0–0                            | 0–2                        | 1–3                             | 1–0                         | 1–3                           | 2–3                        | 0–1                      |
| Bản mẫu:Fb team Banbury United   | 0–2                          |                                | 2–3                      | 2–2                              | 0–2 | 2–0                            | 1–1                            | 2–4                             | 0–5                              | 0–5                        | 2–1                             | 2–1                            | 1–1                        | 4–0                    | 0–3                          | 1–2                             | 0–1                            | 0–1                        | 0–0                             | 3–0                         | 1–1                           | 1–2                        | 3–0                      |
| Bản mẫu:Fb team Bideford         | 3–0                          | 2–2                            |                          | 0–1                              | 4–2 | 1–1                            | 1–3                            | 5–0                             | 0–2                              | 1–3                        | 1–0                             | 1–2                            | 4–0                        | 2–0                    | 2–1                          | 1–0                             | 3–0                            | 0–6                        | 1–1                             | 2–0                         | 1–1                           | 1–3                        | 1–2                      |
| Bản mẫu:Fb team Biggleswade Town | 0–1                          | 0–0                            | 3–0                      |                                  | 1–0 | 1–4                            | 1–3                            | 0–2                             | 1–0                              | 3–2                        | 4–1                             | 0–2                            | 1–2                        | 1–1                    | 3–7                          | 1–1                             | 1–0                            | 1–2                        | 2–5                             | 3–3                         | 2–2                           | 3–2                        | 4–2                      |
| Burnham                          | 0–4                          | 0–3                            | 5–1                      | 1–1                              |     | 1–2                            | 0–2                            | 0–0                             | 0–1                              | 0–3                        | 1–5                             | 2–0                            | 3–1                        | 1–3                    | 0–0                          | 2–2                             | 2–3                            | 1–3                        | 0–2                             | 0–2                         | 0–1                           | 2–2                        | 1–2                      |
| Bản mẫu:Fb team Cambridge City   | 1–1                          | 6–1                            | 1–0                      | 1–1                              | 3–0 |                                | 1–0                            | 1–1                             | 1–3                              | 2–2                        | 3–0                             | 1–2                            | 2–2                        | 6–0                    | 2–4                          | 2–1                             | 1–0                            | 0–2                        | 0–2                             | 3–3                         | 0–0                           | 1–1                        | 0–1                      |
| Bản mẫu:Fb team Chesham United   | 1–3                          | 1–0                            | 4–2                      | 3–2                              | 2–0 | 4–4                            |                                | 0–3                             | 0–3                              | 0–1                        | 3–2                             | 1–3                            | 3–0                        | 2–1                    | 0–1                          | 1–2                             | 2–2                            | 1–3                        | 0–1                             | 0–0                         | 3–3                           | 3–0                        | 7–2                      |
| Bản mẫu:Fb team Chippenham Town  | 3–0                          | 3–0                            | 1–1                      | 1–1                              | 3–1 | 1–1                            | 1–1                            |                                 | 2–1                              | 0–2                        | 2–1                             | 1–0                            | 1–0                        | 1–0                    | 2–3                          | 0–1                             | 1–1                            | 1–0                        | 1–2                             | 2–0                         | 0–1                           | 1–2                        | 2–3                      |
| Bản mẫu:Fb team Cirencester Town | 1–1                          | 1–5                            | 6–2                      | 1–1                              | 1–0 | 4–0                            | 2–2                            | 1–1                             |                                  | 0–0                        | 6–1                             | 1–1                            | 3–1                        | 2–0                    | 2–3                          | 1–1                             | 0–1                            | 3–2                        | 3–2                             | 3–5                         | 1–1                           | 2–0                        | 0–3                      |
| Bản mẫu:Fb team Corby Town       | 3–2                          | 2–1                            | 1–2                      | 2–0                              | 3–1 | 3–1                            | 1–1                            | 2–1                             | 2–1                              |                            | 2–2                             | 2–2                            | 3–0                        | 1–0                    | 2–0                          | 1–1                             | 4–1                            | 1–0                        | 0–0                             | 1–2                         | 1–3                           | 1–0                        | 5–1                      |
| Bản mẫu:Fb team Dorchester Town  | 3–1                          | 3–1                            | 3–3                      | 0–1                              | 1–0 | 2–2                            | 0–0                            | 0–1                             | 0–1                              | 2–1                        |                                 | 1–2                            | 1–1                        | 2–0                    | 2–1                          | 1–0                             | 3–4                            | 2–1                        | 0–1                             | 3–1                         | 1–1                           | 1–2                        | 0–3                      |
| Bản mẫu:Fb team Dunstable Town   | 5–1                          | 2–3                            | 1–1                      | 1–0                              | 4–2 | 1–1                            | 3–2                            | 5–1                             | 0–3                              | 1–2                        | 3–5                             |                                | 0–4                        | 1–3                    | 2–1                          | 2–6                             | 0–2                            | 0–2                        | 2–1                             | 2–4                         | 1–3                           | 1–2                        | 1–3                      |
| Bản mẫu:Fb team Frome Town       | 2–3                          | 4–2                            | 0–2                      | 1–2                              | 1–2 | 2–1                            | 1–1                            | 0–0                             | 0–1                              | 1–2                        | 1–3                             | 0–1                            |                            | 4–2                    | 0–3                          | 1–0                             | 2–0                            | 0–1                        | 0–4                             | 1–1                         | 1–1                           | 1–0                        | 3–1                      |
| Bản mẫu:Fb team Histon           | 1–0                          | 3–0                            | 1–2                      | 3–0                              | 2–1 | 1–1                            | 6–5                            | 1–3                             | 1–1                              | 1–2                        | 1–0                             | 1–0                            | 1–2                        |                        | 1–1                          | 2–1                             | 2–1                            | 1–1                        | 1–1                             | 0–0                         | 0–0                           | 3–1                        | 3–0                      |
| Bản mẫu:Fb team Hitchin Town     | 2–0                          | 2–0                            | 3–2                      | 1–0                              | 4–0 | 2–1                            | 4–1                            | 1–1                             | 0–0                              | 2–4                        | 0–0                             | 3–2                            | 1–1                        | 0–0                    |                              | 0–2                             | 1–0                            | 1–0                        | 4–0                             | 5–2                         | 3–4                           | 1–2                        | 0–3                      |
| Bản mẫu:Fb team Hungerford Town  | 2–0                          | 4–0                            | 2–0                      | 1–1                              | 1–0 | 2–0                            | 2–0                            | 0–0                             | 1–1                              | 3–0                        | 0–2                             | 0–0                            | 1–1                        | 1–0                    | 2–1                          |                                 | 2–1                            | 0–0                        | 1–1                             | 2–0                         | 0–0                           | 2–0                        | 2–0                      |
| Bản mẫu:Fb team Paulton Rovers   | 6–2                          | 0–0                            | 2–1                      | 3–2                              | 3–0 | 1–1                            | 1–1                            | 2–1                             | 2–1                              | 1–0                        | 1–2                             | 2–2                            | 1–0                        | 0–3                    | 3–0                          | 2–3                             |                                | 4–5                        | 1–0                             | 2–2                         | 0–0                           | 1–2                        | 1–0                      |
| Bản mẫu:Fb team Poole Town       | 3–1                          | 2–0                            | 1–2                      | 1–0                              | 1–0 | 3–2                            | 3–0                            | 3–1                             | 2–1                              | 2–3                        | 0–0                             | 1–0                            | 7–0                        | 2–0                    | 2–2                          | 1–0                             | 1–0                            |                            | 0–1                             | 2–1                         | 0–0                           | 3–0                        | 4–0                      |
| Bản mẫu:Fb team Redditch United  | 2–0                          | 1–1                            | 7–2                      | 1–0                              | 0–0 | 2–4                            | 2–2                            | 2–1                             | 0–0                              | 0–1                        | 3–0                             | 2–1                            | 2–0                        | 2–0                    | 0–0                          | 0–2                             | 0–2                            | 0–1                        |                                 | 4–0                         | 2–0                           | 0–4                        | 1–1                      |
| Bản mẫu:Fb team Slough Town      | 1–0                          | 2–1                            | 4–1                      | 1–1                              | 2–2 | 0–4                            | 0–3                            | 2–2                             | 1–2                              | 1–2                        | 2–1                             | 0–3                            | 1–1                        | 1–1                    | 2–1                          | 1–2                             | 4–2                            | 0–4                        | 1–7                             |                             | 3–3                           | 1–2                        | 3–0                      |
| Bản mẫu:Fb team St Neots Town    | 3–0                          | 2–1                            | 1–0                      | 2–1                              | 3–1 | 0–1                            | 2–3                            | 3–0                             | 4–0                              | 2–4                        | 6–5                             | 3–3                            | 3–1                        | 4–0                    | 6–2                          | 1–1                             | 1–1                            | 3–2                        | 0–3                             | 0–3                         |                               | 0–2                        | 2–0                      |
| Bản mẫu:Fb team Truro City       | 3–1                          | 4–1                            | 5–0                      | 2–1                              | 2–1 | 1–0                            | 0–3                            | 2–0                             | 1–4                              | 2–1                        | 2–1                             | 0–0                            | 2–1                        | 7–2                    | 3–0                          | 2–1                             | 2–0                            | 2–2                        | 3–2                             | 1–2                         | 2–2                           |                            | 2–0                      |
| Bản mẫu:Fb team Weymouth         | 3–0                          | 3–2                            | 2–1                      | 3–2                              | 3–3 | 1–0                            | 2–1                            | 0–1                             | 2–0                              | 0–1                        | 2–0                             | 2–2                            | 4–2                        | 3–0                    | 2–2                          | 3–1                             | 2–4                            | 0–0                        | 1–1                             | 3–2                         | 1–0                           | 1–1                        |                          |

Cập nhật lần cuối: ngày 25 tháng 4 năm 2015.
Nguồn: SFL Premier Division results grid
1 ^ Đội chủ nhà được liệt kê ở cột bên tay trái.
Màu sắc: Xanh = Chủ nhà thắng; Vàng = Hòa; Đỏ = Đội khách thắng.

### Sân vận động và địa điểm
| Đội bóng                         | Sân vận động                                         | Sức chứa |
| -------------------------------- | ---------------------------------------------------- | -------- |
| Bản mẫu:Fb team Weymouth         | Bob Lucas Stadium                                    | 6,600    |
| Bản mẫu:Fb team Dorchester Town  | The Avenue Stadium                                   | 5,009    |
| Bản mẫu:Fb team Chesham United   | The Meadow                                           | 5,000    |
| Bản mẫu:Fb team Redditch United  | The Valley                                           | 5,000    |
| Bản mẫu:Fb team Cirencester Town | Corinium Stadium                                     | 4,500    |
| Bản mẫu:Fb team Cambridge City   | Bridge Road (groundshare with Histon)                | 4,300    |
| Bản mẫu:Fb team Histon           | Bridge Road                                          | 4,300    |
| Bản mẫu:Fb team Hitchin Town     | Top Field                                            | 4,000    |
| Bản mẫu:Fb team Corby Town       | Steel Park                                           | 3,893    |
| Bản mẫu:Fb team Slough Town      | Holloways Park (groundshare with Beaconsfield SYCOB) | 3,500    |
| Bản mẫu:Fb team Truro City       | Treyew Road                                          | 3,500    |
| Bản mẫu:Fb team Dunstable Town   | Creasey Park                                         | 3,200    |
| Bản mẫu:Fb team Biggleswade Town | The Carlsberg Stadium                                | 3,000    |
| Bản mẫu:Fb team Arlesey Town     | aRMadillo Stadium                                    | 2,920    |
| Bản mẫu:Fb team Chippenham Town  | Hardenhuish Park                                     | 2,815    |
| Burnham                          | The Gore                                             | 2,500    |
| Bản mẫu:Fb team Hungerford Town  | Bulpit Lane                                          | 2,500    |
| Bản mẫu:Fb team Paulton Rovers   | Athletic Field                                       | 2,500    |
| Bản mẫu:Fb team Banbury United   | Spencer Stadium                                      | 2,000    |
| Bản mẫu:Fb team Bideford         | The Sports Ground                                    | 2,000    |
| Bản mẫu:Fb team Frome Town       | Badgers Hill                                         | 2,000    |
| Bản mẫu:Fb team Poole Town       | Tatnam                                               | 2,000    |
| Bản mẫu:Fb team St Neots Town    | New Rowley Park                                      | 2,000    |

## Division One Central
Division One Central features four new clubs, remaining at 22 clubs:
- Bedford Town, xuống hạng từ Premier Division
- Bedworth United, chuyển đến từ Northern Premier League Division One South
- Godalming Town, chuyển đến từ Division One South & West
- Hanwell Town, thăng hạng từ Spartan South Midlands League

### Bảng xếp hạng
| XH | Đội                                     | Tr | T  | H  | T  | BT | BB | HS  | Đ    | Lên hay xuống hạng                        |
| -- | --------------------------------------- | -- | -- | -- | -- | -- | -- | --- | ---- | ----------------------------------------- |
| 1  | Bản mẫu:Fb team Kettering Town (C) (P)  | 42 | 30 | 5  | 7  | 90 | 36 | +54 | 95   | Lên chơi tạithe Premier Division          |
| 2  | Bản mẫu:Fb team Royston Town            | 42 | 27 | 3  | 12 | 74 | 50 | +24 | 84   | Đủ điều kiện tham dựthe Play-offs         |
| 3  | Bản mẫu:Fb team Aylesbury               | 42 | 25 | 7  | 10 | 81 | 46 | +35 | 82   | Đủ điều kiện tham dựthe Play-offs         |
| 4  | Bản mẫu:Fb team Bedworth United (O) (P) | 42 | 25 | 4  | 13 | 85 | 55 | +30 | 79   | Đủ điều kiện tham dựthe Play-offs         |
| 5  | Bản mẫu:Fb team Barton Rovers           | 42 | 23 | 9  | 10 | 83 | 53 | +30 | 78   | Đủ điều kiện tham dựthe Play-offs         |
| 6  | Bản mẫu:Fb team Rugby Town              | 42 | 22 | 7  | 13 | 78 | 51 | +27 | 73   | Transferred to the NPL Division One South |
| 7  | Bản mẫu:Fb team Hanwell Town            | 42 | 21 | 5  | 16 | 71 | 60 | +11 | 68   |                                           |
| 8  | Bản mẫu:Fb team Godalming Town          | 42 | 18 | 10 | 14 | 67 | 62 | +5  | 64   |                                           |
| 9  | Bản mẫu:Fb team St Ives Town            | 42 | 16 | 12 | 14 | 70 | 77 | −7  | 60   |                                           |
| 10 | Bản mẫu:Fb team Northwood               | 42 | 15 | 12 | 15 | 60 | 61 | −1  | 57   |                                           |
| 11 | Marlow                                  | 42 | 15 | 12 | 15 | 58 | 59 | −1  | 57   |                                           |
| 12 | Bản mẫu:Fb team Uxbridge                | 42 | 15 | 10 | 17 | 71 | 69 | +2  | 55   |                                           |
| 13 | Bản mẫu:Fb team Aylesbury United        | 42 | 15 | 8  | 19 | 66 | 80 | −14 | 53   |                                           |
| 14 | Bản mẫu:Fb team Potters Bar Town        | 42 | 16 | 2  | 24 | 68 | 77 | −9  | 50   |                                           |
| 15 | Egham Town                              | 42 | 14 | 8  | 20 | 64 | 81 | −17 | 50   |                                           |
| 16 | Bản mẫu:Fb team Chalfont St Peter       | 42 | 11 | 15 | 16 | 60 | 66 | −6  | 48   |                                           |
| 17 | Bản mẫu:Fb team Bedford Town            | 42 | 13 | 8  | 21 | 62 | 72 | −10 | 47   |                                           |
| 18 | Bản mẫu:Fb team Leighton Town           | 42 | 10 | 13 | 19 | 52 | 71 | −19 | 43   |                                           |
| 19 | Bản mẫu:Fb team Daventry Town           | 42 | 12 | 6  | 24 | 47 | 77 | −30 | 42   | Transferred to the NPL Division One South |
| 20 | Bản mẫu:Fb team Beaconsfield SYCOB      | 42 | 8  | 16 | 18 | 62 | 75 | −13 | 40   |                                           |
| 21 | Bản mẫu:Fb team North Greenford United  | 42 | 8  | 11 | 23 | 55 | 97 | −42 | 035† |                                           |
| 22 | A.F.C. Hayes (R)                        | 42 | 8  | 7  | 27 | 39 | 88 | −49 | 31   | Xuống chơi tạiLevel 9                     |

Cập nhật đến 15:53, ngày 4 tháng 5 năm 2015 (UTC)
Nguồn: Southern Football League
† North Greenford United were reprieved from relegation.
Quy tắc xếp hạng: 1. Điểm; 2. Hiệu số bàn thắng; 3. Số bàn thắng.
(VĐ) = Vô địch; (XH) = Xuống hạng; (LH) = Lên hạng; (O) = Thắng trận Play-off; (A) = Lọt vào vòng sau. 
Chỉ được áp dụng khi mùa giải chưa kết thúc: 
(Q) = Lọt vào vòng đấu cụ thể của giải đấu đã nêu; (TQ) = Giành vé dự giải đấu, nhưng chưa tới vòng đấu đã nêu.

### Play-offs
|  | Bán kết | Bán kết         | Bán kết |               |   | Chung kết       | Chung kết | Chung kết |  |
|  |         |                 |         |               |   |                 |           |           |  |
|  | 2       | Royston Town    | 0 (4)   |               |   |                 |           |           |  |
|  | 2       | Royston Town    | 0 (4)   |               |   |                 |           |           |  |
|  | 5       | Barton Rovers   | 0 (5)   |               |   |                 |           |           |  |
|  | 5       | Barton Rovers   | 0 (5)   |               | 4 | Bedworth United | 2         |           |  |
|  |         |                 |         |               | 4 | Bedworth United | 2         |           |  |
|  |         |                 | 5       | Barton Rovers | 0 |                 |           |           |  |
|  | 3       | Aylesbury       | 5       | Barton Rovers | 0 | 1               |           |           |  |
|  | 3       | Aylesbury       |         |               |   |                 |           |           |  |
|  | 4       | Bedworth United | 2       |               |   |                 |           |           |  |

### Kết quả chi tiết
| S.nhà ╲ S.khách                        | HAY | Bản mẫu:Fb team Aylesbury | Bản mẫu:Fb team Aylesbury United | Bản mẫu:Fb team Barton Rovers | Bản mẫu:Fb team Beaconsfield SYCOB | Bản mẫu:Fb team Bedford Town | Bản mẫu:Fb team Bedworth United | Bản mẫu:Fb team Chalfont St Peter | Bản mẫu:Fb team Daventry Town | EGH | Bản mẫu:Fb team Godalming Town | Bản mẫu:Fb team Hanwell Town | Bản mẫu:Fb team Kettering Town | Bản mẫu:Fb team Leighton Town | MAR | Bản mẫu:Fb team North Greenford United | Bản mẫu:Fb team Northwood | Bản mẫu:Fb team Potters Bar Town | Bản mẫu:Fb team Royston Town | Bản mẫu:Fb team Rugby Town | Bản mẫu:Fb team St Ives Town | Bản mẫu:Fb team Uxbridge |
| A.F.C. Hayes                           |     | 0–1                       | 0–2                              | 0–4                           | 0–1                                | 0–4                          | 0–2                             | 1–1                               | 2–0                           | 4–1 | 3–1                            | 2–2                          | 0–5                            | 1–3                           | 0–1 | 2–2                                    | 2–2                       | 0–3                              | 2–0                          | 1–0                        | 3–1                          | 0–2                      |
| Bản mẫu:Fb team Aylesbury              | 3–1 |                           | 0–0                              | 1–0                           | 4–2                                | 1–5                          | 3–0                             | 3–2                               | 1–0                           | 3–1 | 1–3                            | 1–0                          | 1–2                            | 8–1                           | 3–1 | 3–1                                    | 3–1                       | 1–1                              | 1–0                          | 2–0                        | 8–1                          | 2–1                      |
| Bản mẫu:Fb team Aylesbury United       | 0–1 | 3–4                       |                                  | 0–1                           | 1–1                                | 3–2                          | 1–4                             | 1–1                               | 2–0                           | 4–2 | 2–3                            | 0–4                          | 2–2                            | 0–0                           | 5–1 | 1–1                                    | 5–3                       | 2–1                              | 0–2                          | 2–3                        | 0–3                          | 3–1                      |
| Bản mẫu:Fb team Barton Rovers          | 3–1 | 1–0                       | 2–2                              |                               | 3–0                                | 1–1                          | 0–3                             | 1–1                               | 1–0                           | 4–5 | 4–3                            | 3–1                          | 0–2                            | 2–0                           | 0–0 | 2–0                                    | 3–1                       | 4–2                              | 0–2                          | 2–0                        | 2–0                          | 2–1                      |
| Bản mẫu:Fb team Beaconsfield SYCOB     | 1–1 | 1–1                       | 4–0                              | 4–2                           |                                    | 3–5                          | 2–5                             | 1–1                               | 1–2                           | 1–2 | 1–1                            | 1–0                          | 1–2                            | 2–2                           | 3–1 | 1–0                                    | 0–0                       | 0–1                              | 1–3                          | 1–2                        | 0–1                          | 1–1                      |
| Bản mẫu:Fb team Bedford Town           | 1–1 | 0–2                       | 0–1                              | 2–4                           | 1–1                                |                              | 0–1                             | 1–0                               | 4–2                           | 1–0 | 0–1                            | 0–1                          | 0–4                            | 0–2                           | 0–4 | 7–0                                    | 2–2                       | 0–4                              | 3–1                          | 0–3                        | 2–0                          | 0–0                      |
| Bản mẫu:Fb team Bedworth United        | 1–0 | 0–1                       | 4–0                              | 1–1                           | 2–2                                | 4–1                          |                                 | 3–2                               | 2–4                           | 1–0 | 0–1                            | 2–3                          | 1–0                            | 2–1                           | 1–0 | 3–1                                    | 1–2                       | 3–0                              | 4–0                          | 1–1                        | 4–1                          | 2–3                      |
| Bản mẫu:Fb team Chalfont St Peter      | 0–1 | 2–2                       | 3–0                              | 1–3                           | 1–1                                | 1–0                          | 0–2                             |                                   | 4–1                           | 4–1 | 2–1                            | 0–3                          | 0–0                            | 1–0                           | 0–3 | 2–2                                    | 0–0                       | 5–6                              | 2–1                          | 2–2                        | 3–1                          | 1–3                      |
| Bản mẫu:Fb team Daventry Town          | 2–0 | 2–1                       | 1–3                              | 1–7                           | 2–2                                | 2–2                          | 1–2                             | 3–1                               |                               | 0–4 | 1–3                            | 1–2                          | 0–1                            | 2–0                           | 1–0 | 2–1                                    | 0–0                       | 1–3                              | 0–4                          | 2–0                        | 2–2                          | 1–0                      |
| Egham Town                             | 4–0 | 0–2                       | 1–2                              | 1–3                           | 4–3                                | 0–2                          | 4–4                             | 1–1                               | 3–0                           |     | 0–1                            | 0–0                          | 0–3                            | 2–2                           | 1–1 | 2–1                                    | 4–1                       | 2–2                              | 2–1                          | 1–4                        | 0–0                          | 1–0                      |
| Bản mẫu:Fb team Godalming Town         | 3–1 | 1–3                       | 4–1                              | 0–2                           | 1–1                                | 3–3                          | 2–1                             | 2–1                               | 2–0                           | 1–1 |                                | 2–3                          | 0–1                            | 0–3                           | 1–0 | 3–3                                    | 0–0                       | 3–2                              | 2–0                          | 2–1                        | 2–2                          | 0–1                      |
| Bản mẫu:Fb team Hanwell Town           | 5–2 | 2–1                       | 2–1                              | 2–3                           | 1–3                                | 2–1                          | 5–0                             | 2–0                               | 0–2                           | 4–1 | 2–0                            |                              | 0–1                            | 0–1                           | 1–1 | 0–3                                    | 0–2                       | 1–0                              | 4–1                          | 1–6                        | 1–2                          | 3–2                      |
| Bản mẫu:Fb team Kettering Town         | 2–1 | 1–0                       | 2–1                              | 3–2                           | 2–1                                | 2–0                          | 2–1                             | 2–0                               | 1–0                           | 5–0 | 2–1                            | 4–1                          |                                | 3–2                           | 0–0 | 3–1                                    | 5–0                       | 3–2                              | 5–0                          | 0–1                        | 5–0                          | 0–1                      |
| Bản mẫu:Fb team Leighton Town          | 4–1 | 1–1                       | 2–2                              | 1–1                           | 1–1                                | 1–2                          | 0–2                             | 1–1                               | 2–1                           | 0–3 | 0–4                            | 0–1                          | 3–1                            |                               | 0–1 | 1–1                                    | 1–1                       | 2–0                              | 1–4                          | 1–3                        | 3–5                          | 0–2                      |
| Marlow                                 | 3–0 | 2–0                       | 1–2                              | 2–2                           | 2–2                                | 1–1                          | 3–1                             | 2–2                               | 1–1                           | 0–3 | 2–0                            | 1–2                          | 3–2                            | 0–0                           |     | 2–1                                    | 0–2                       | 2–1                              | 0–2                          | 2–3                        | 2–1                          | 0–2                      |
| Bản mẫu:Fb team North Greenford United | 3–1 | 1–2                       | 1–5                              | 0–3                           | 0–3                                | 2–0                          | 3–1                             | 1–4                               | 4–2                           | 1–3 | 3–3                            | 3–1                          | 0–4                            | 1–1                           | 2–2 |                                        | 1–0                       | 4–3                              | 1–5                          | 1–1                        | 1–2                          | 1–1                      |
| Bản mẫu:Fb team Northwood              | 2–1 | 0–0                       | 3–2                              | 1–1                           | 3–0                                | 2–1                          | 0–2                             | 0–2                               | 2–1                           | 5–1 | 1–1                            | 1–3                          | 3–1                            | 0–4                           | 3–0 | 1–1                                    |                           | 1–0                              | 1–2                          | 2–0                        | 4–0                          | 0–0                      |
| Bản mẫu:Fb team Potters Bar Town       | 6–1 | 0–2                       | 0–1                              | 2–0                           | 4–2                                | 1–2                          | 1–4                             | 2–0                               | 2–1                           | 1–0 | 1–3                            | 2–1                          | 1–3                            | 0–3                           | 1–4 | 2–1                                    | 1–3                       |                                  | 0–1                          | 2–1                        | 1–3                          | 4–2                      |
| Bản mẫu:Fb team Royston Town           | 2–1 | 1–0                       | 3–0                              | 1–0                           | 3–1                                | 3–0                          | 1–3                             | 0–0                               | 3–1                           | 1–0 | 2–2                            | 2–1                          | 1–2                            | 2–0                           | 3–1 | 2–1                                    | 1–0                       | 1–0                              |                              | 2–1                        | 2–2                          | 0–1                      |
| Bản mẫu:Fb team Rugby Town             | 1–0 | 1–3                       | 0–1                              | 0–0                           | 2–1                                | 3–2                          | 1–0                             | 2–1                               | 0–1                           | 6–0 | 3–0                            | 1–1                          | 3–0                            | 2–1                           | 1–2 | 4–0                                    | 2–1                       | 2–0                              | 1–3                          |                            | 2–2                          | 3–2                      |
| Bản mẫu:Fb team St Ives Town           | 3–0 | 1–1                       | 3–1                              | 3–1                           | 2–2                                | 2–1                          | 1–3                             | 1–1                               | 1–0                           | 1–0 | 0–1                            | 0–0                          | 0–0                            | 4–0                           | 1–1 | 4–0                                    | 4–2                       | 1–3                              | 2–4                          | 0–3                        |                              | 4–3                      |
| Bản mẫu:Fb team Uxbridge               | 1–1 | 3–1                       | 4–2                              | 2–3                           | 3–2                                | 1–3                          | 1–2                             | 3–4                               | 1–1                           | 1–3 | 2–0                            | 1–3                          | 2–2                            | 1–1                           | 2–3 | 3–0                                    | 3–2                       | 1–0                              | 1–2                          | 3–3                        | 3–3                          |                          |

Cập nhật lần cuối: ngày 25 tháng 4 năm 2015.
Nguồn: SFL Division One Central results grid
1 ^ Đội chủ nhà được liệt kê ở cột bên tay trái.
Màu sắc: Xanh = Chủ nhà thắng; Vàng = Hòa; Đỏ = Đội khách thắng.

### Sân vận động và địa điểm
| Đội bóng                               | Sân vận động                                          | Sức chứa |
| -------------------------------------- | ----------------------------------------------------- | -------- |
| Bản mẫu:Fb team Rugby Town             | Butlin Road                                           | 6,000    |
| Egham Town                             | Runnymede Stadium                                     | 5,500    |
| Bản mẫu:Fb team Daventry Town          | Communications Park                                   | 5,000    |
| Bản mẫu:Fb team Barton Rovers          | Sharpenhoe Road                                       | 4,000    |
| Bản mẫu:Fb team Royston Town           | Garden Walk                                           | 4,000    |
| Bản mẫu:Fb team Uxbridge               | Honeycroft                                            | 3,770    |
| Bản mẫu:Fb team Beaconsfield SYCOB     | Holloways Park                                        | 3,500    |
| Bản mẫu:Fb team Northwood              | Chestnut Avenue (Northwood Park)                      | 3,075    |
| Bản mẫu:Fb team Bedford Town           | The Eyrie                                             | 3,000    |
| Bản mẫu:Fb team Bedworth United        | The Oval Ground                                       | 3,000    |
| Bản mẫu:Fb team Godalming Town         | Wey Court                                             | 3,000    |
| Bản mẫu:Fb team Hanwell Town           | Reynolds Field                                        | 3,000    |
| Bản mẫu:Fb team Aylesbury United       | Bell Close (groundshare with Leighton Town)           | 2,800    |
| Bản mẫu:Fb team Leighton Town          | Bell Close                                            | 2,800    |
| Bản mẫu:Fb team Kettering Town         | Latimer Park (groundshare with Burton Park Wanderers) | 2,400    |
| Bản mẫu:Fb team North Greenford United | Berkeley Fields                                       | 2,000    |
| Bản mẫu:Fb team Potters Bar Town       | Parkfield                                             | 2,000    |
| Bản mẫu:Fb team St Ives Town           | Westwood Road                                         | 2,000    |
| A.F.C. Hayes                           | Farm Park                                             | 1,500    |
| Bản mẫu:Fb team Chalfont St Peter      | Mill Meadow                                           | 1,500    |
| Marlow                                 | Alfred Davis Memorial Ground                          | 1,500    |
| Bản mẫu:Fb team Aylesbury              | Haywood Way                                           | 1,300    |

## Division One South & West
Division One South & West có 5 đội bóng mới, hiện tại có 22 đội bóng:
- A.F.C. Totton, xuống hạng từ Premier Division
- Bashley, xuống hạng từ Premier Division
- Larkhall Athletic, thăng hạng khi vô địch Western League
- Sholing, thăng hạng khi vô địch Wessex League
- Wantage Town, thăng hạng khi vô địch Hellenic League

### Bảng xếp hạng
| XH | Đội                                    | Tr | T  | H  | T  | BT  | BB  | HS   | Đ   | Lên hay xuống hạng                   |
| -- | -------------------------------------- | -- | -- | -- | -- | --- | --- | ---- | --- | ------------------------------------ |
| 1  | Bản mẫu:Fb team Merthyr Town (C) (P)   | 42 | 32 | 6  | 4  | 122 | 34  | +88  | 102 | Lên chơi tạithe Premier Division     |
| 2  | Bản mẫu:Fb team Evesham United         | 42 | 27 | 10 | 5  | 94  | 36  | +58  | 91  | Đủ điều kiện tham dựthe Play-offs    |
| 3  | Bản mẫu:Fb team Stratford Town (O) (P) | 42 | 28 | 5  | 9  | 82  | 40  | +42  | 89  | Đủ điều kiện tham dựthe Play-offs    |
| 4  | Bản mẫu:Fb team Taunton Town           | 42 | 24 | 8  | 10 | 71  | 42  | +29  | 80  | Đủ điều kiện tham dựthe Play-offs    |
| 5  | Bản mẫu:Fb team Larkhall Athletic      | 42 | 23 | 8  | 11 | 82  | 50  | +32  | 77  | Đủ điều kiện tham dựthe Play-offs    |
| 6  | Bản mẫu:Fb team Yate Town              | 42 | 21 | 9  | 12 | 79  | 52  | +27  | 72  |                                      |
| 7  | Bản mẫu:Fb team Didcot Town            | 42 | 20 | 11 | 11 | 95  | 66  | +29  | 71  |                                      |
| 8  | Bản mẫu:Fb team North Leigh            | 42 | 18 | 13 | 11 | 99  | 58  | +41  | 67  |                                      |
| 9  | Bản mẫu:Fb team Cinderford Town        | 42 | 19 | 10 | 13 | 79  | 48  | +31  | 67  |                                      |
| 10 | Bản mẫu:Fb team Mangotsfield United    | 42 | 20 | 7  | 15 | 73  | 58  | +15  | 67  |                                      |
| 11 | Bản mẫu:Fb team Shortwood United       | 42 | 17 | 14 | 11 | 77  | 55  | +22  | 65  |                                      |
| 12 | Bản mẫu:Fb team Bridgwater Town        | 42 | 17 | 11 | 14 | 67  | 59  | +8   | 62  |                                      |
| 13 | Bản mẫu:Fb team Wimborne Town          | 42 | 18 | 7  | 17 | 71  | 68  | +3   | 61  |                                      |
| 14 | Bản mẫu:Fb team Swindon Supermarine    | 42 | 17 | 5  | 20 | 81  | 79  | +2   | 56  |                                      |
| 15 | Bản mẫu:Fb team A.F.C. Totton          | 42 | 16 | 5  | 21 | 65  | 75  | −10  | 53  |                                      |
| 16 | Bản mẫu:Fb team Tiverton Town          | 42 | 13 | 10 | 19 | 60  | 69  | −9   | 49  |                                      |
| 17 | Bản mẫu:Fb team Sholing                | 42 | 11 | 10 | 21 | 48  | 75  | −27  | 43  | Resigned at the end of the season    |
| 18 | Bản mẫu:Fb team Clevedon Town          | 42 | 10 | 6  | 26 | 54  | 111 | −57  | 36  | Demoted after failing ground grading |
| 19 | Bản mẫu:Fb team Fleet Town             | 42 | 8  | 8  | 26 | 49  | 97  | −48  | 32  |                                      |
| 20 | Wantage Town                           | 42 | 8  | 4  | 30 | 43  | 100 | −57  | 28  |                                      |
| 21 | Bản mẫu:Fb team Bishops Cleeve         | 42 | 6  | 4  | 32 | 52  | 143 | −91  | 22  |                                      |
| 22 | Bản mẫu:Fb team Bashley                | 42 | 1  | 5  | 36 | 20  | 148 | −128 | 08† |                                      |

Cập nhật đến 20:14, ngày 4 tháng 6 năm 2015 (UTC)
Nguồn: Southern Football League
† Sholing bị xuống hạng do mặt sân không đạt chuẩn
Quy tắc xếp hạng: 1. Điểm; 2. Hiệu số bàn thắng; 3. Số bàn thắng.
(VĐ) = Vô địch; (XH) = Xuống hạng; (LH) = Lên hạng; (O) = Thắng trận Play-off; (A) = Lọt vào vòng sau. 
Chỉ được áp dụng khi mùa giải chưa kết thúc: 
(Q) = Lọt vào vòng đấu cụ thể của giải đấu đã nêu; (TQ) = Giành vé dự giải đấu, nhưng chưa tới vòng đấu đã nêu.

### Play-offs
|  | Bán kết | Bán kết           | Bán kết |                   |   | Chung kết      | Chung kết | Chung kết |  |
|  |         |                   |         |                   |   |                |           |           |  |
|  | 2       | Evesham Town      | 0       |                   |   |                |           |           |  |
|  | 2       | Evesham Town      | 0       |                   |   |                |           |           |  |
|  | 5       | Larkhall Athletic | 3       |                   |   |                |           |           |  |
|  | 5       | Larkhall Athletic | 3       |                   | 3 | Stratford Town | 3         |           |  |
|  |         |                   |         |                   | 3 | Stratford Town | 3         |           |  |
|  |         |                   | 5       | Larkhall Athletic | 2 |                |           |           |  |
|  | 3       | Stratford Town    | 5       | Larkhall Athletic | 2 | 2              |           |           |  |
|  | 3       | Stratford Town    |         |                   |   |                |           |           |  |
|  | 4       | Taunton Town      | 1       |                   |   |                |           |           |  |

### Các kết quả chi tiết
| S.nhà ╲ S.khách                     | Bản mẫu:Fb team A.F.C. Totton | Bản mẫu:Fb team Bashley | Bản mẫu:Fb team Bishops Cleeve | Bản mẫu:Fb team Bridgwater Town | Bản mẫu:Fb team Cinderford Town | Bản mẫu:Fb team Clevedon Town | Bản mẫu:Fb team Didcot Town | Bản mẫu:Fb team Evesham United | Bản mẫu:Fb team Fleet Town | Bản mẫu:Fb team Larkhall Athletic | Bản mẫu:Fb team Mangotsfield United | Bản mẫu:Fb team Merthyr Town | Bản mẫu:Fb team North Leigh | Bản mẫu:Fb team Sholing | Bản mẫu:Fb team Shortwood United | Bản mẫu:Fb team Stratford Town | Bản mẫu:Fb team Swindon Supermarine | Bản mẫu:Fb team Taunton Town | Bản mẫu:Fb team Tiverton Town | WAN | Bản mẫu:Fb team Wimborne Town | Bản mẫu:Fb team Yate Town |
| Bản mẫu:Fb team A.F.C. Totton       |                               | 4–0                     | 5–2                            | 1–1                             | 1–1                             | 3–0                           | 5–3                         | 1–4                            | 4–2                        | 1–1                               | 0–2                                 | 1–5                          | 1–1                         | 2–1                     | 0–2                              | 0–1                            | 6–1                                 | 1–2                          | 1–0                           | 3–1 | 0–1                           | 1–3                       |
| Bản mẫu:Fb team Bashley             | 0–4                           |                         | 1–1                            | 0–1                             | 1–1                             | 0–1                           | 0–5                         | 0–7                            | 1–4                        | 0–2                               | 0–1                                 | 1–4                          | 1–6                         | 1–1                     | 0–0                              | 0–1                            | 0–4                                 | 2–4                          | 1–2                           | 1–6 | 1–3                           | 0–4                       |
| Bản mẫu:Fb team Bishops Cleeve      | 1–2                           | 4–0                     |                                | 0–4                             | 0–7                             | 5–3                           | 0–5                         | 0–5                            | 4–2                        | 1–4                               | 1–2                                 | 1–3                          | 3–3                         | 0–0                     | 2–4                              | 0–1                            | 0–4                                 | 0–4                          | 2–1                           | 0–4 | 3–4                           | 0–3                       |
| Bản mẫu:Fb team Bridgwater Town     | 3–1                           | 4–0                     | 5–2                            |                                 | 0–4                             | 3–0                           | 1–2                         | 3–5                            | 1–1                        | 2–3                               | 0–0                                 | 1–2                          | 1–1                         | 3–0                     | 0–3                              | 0–0                            | 4–3                                 | 1–2                          | 0–0                           | 2–0 | 1–1                           | 0–2                       |
| Bản mẫu:Fb team Cinderford Town     | 4–0                           | 7–0                     | 1–0                            | 0–0                             |                                 | 1–1                           | 2–2                         | 2–2                            | 3–0                        | 3–1                               | 2–3                                 | 0–2                          | 2–1                         | 1–1                     | 2–0                              | 2–1                            | 2–1                                 | 1–4                          | 1–1                           | 5–1 | 2–1                           | 1–0                       |
| Bản mẫu:Fb team Clevedon Town       | 0–2                           | 3–1                     | 2–2                            | 0–1                             | 0–6                             |                               | 2–4                         | 0–3                            | 3–1                        | 2–6                               | 2–1                                 | 1–2                          | 2–3                         | 0–1                     | 2–4                              | 2–6                            | 1–1                                 | 1–1                          | 3–1                           | 3–0 | 1–4                           | 1–2                       |
| Bản mẫu:Fb team Didcot Town         | 2–2                           | 7–0                     | 8–2                            | 2–2                             | 1–0                             | 2–0                           |                             | 1–5                            | 3–0                        | 0–3                               | 2–2                                 | 2–0                          | 1–1                         | 3–1                     | 2–2                              | 1–2                            | 2–0                                 | 0–3                          | 2–2                           | 1–0 | 5–1                           | 2–1                       |
| Bản mẫu:Fb team Evesham United      | 1–2                           | 5–0                     | 5–0                            | 0–0                             | 2–1                             | 5–0                           | 1–3                         |                                | 2–0                        | 0–0                               | 1–0                                 | 0–1                          | 2–2                         | 1–0                     | 1–0                              | 2–1                            | 5–0                                 | 2–1                          | 2–1                           | 5–2 | 2–2                           | 0–0                       |
| Bản mẫu:Fb team Fleet Town          | 2–1                           | 1–0                     | 3–2                            | 0–1                             | 1–3                             | 1–1                           | 2–2                         | 1–1                            |                            | 1–6                               | 1–0                                 | 1–2                          | 2–2                         | 1–0                     | 1–1                              | 0–1                            | 0–2                                 | 0–6                          | 2–0                           | 1–2 | 4–2                           | 1–2                       |
| Bản mẫu:Fb team Larkhall Athletic   | 2–0                           | 3–0                     | 3–2                            | 2–1                             | 0–0                             | 3–2                           | 3–2                         | 1–2                            | 3–0                        |                                   | 1–1                                 | 2–5                          | 2–0                         | 0–0                     | 2–0                              | 0–0                            | 2–1                                 | 3–0                          | 5–0                           | 1–1 | 1–2                           | 3–3                       |
| Bản mẫu:Fb team Mangotsfield United | 6–0                           | 4–1                     | 3–1                            | 2–1                             | 3–1                             | 1–0                           | 2–1                         | 3–0                            | 4–0                        | 0–1                               |                                     | 0–0                          | 2–3                         | 1–1                     | 1–1                              | 2–4                            | 2–3                                 | 1–0                          | 2–0                           | 5–0 | 2–0                           | 2–2                       |
| Bản mẫu:Fb team Merthyr Town        | 4–0                           | 6–0                     | 9–0                            | 1–2                             | 4–0                             | 7–0                           | 3–1                         | 0–1                            | 2–1                        | 4–2                               | 4–0                                 |                              | 3–1                         | 7–1                     | 2–2                              | 3–1                            | 5–2                                 | 2–1                          | 4–1                           | 7–0 | 1–1                           | 2–1                       |
| Bản mẫu:Fb team North Leigh         | 2–1                           | 11–0                    | 6–0                            | 2–4                             | 0–2                             | 6–1                           | 2–2                         | 0–1                            | 2–2                        | 0–1                               | 6–2                                 | 1–1                          |                             | 1–0                     | 3–3                              | 0–1                            | 0–0                                 | 2–0                          | 4–0                           | 4–2 | 1–0                           | 2–1                       |
| Bản mẫu:Fb team Sholing             | 2–1                           | 4–2                     | 6–3                            | 1–0                             | 1–0                             | 0–2                           | 2–2                         | 0–1                            | 1–0                        | 1–0                               | 2–1                                 | 0–1                          | 1–1                         |                         | 3–3                              | 2–1                            | 3–5                                 | 0–2                          | 1–2                           | 0–0 | 1–3                           | 2–4                       |
| Bản mẫu:Fb team Shortwood United    | 2–0                           | 3–0                     | 1–3                            | 5–0                             | 3–1                             | 1–1                           | 0–1                         | 0–1                            | 5–2                        | 0–2                               | 3–0                                 | 0–0                          | 2–2                         | 0–0                     |                                  | 1–1                            | 2–2                                 | 2–1                          | 2–1                           | 2–1 | 0–1                           | 3–2                       |
| Bản mẫu:Fb team Stratford Town      | 3–1                           | 6–0                     | 2–0                            | 2–2                             | 2–1                             | 6–0                           | 3–1                         | 0–2                            | 2–1                        | 2–1                               | 3–4                                 | 1–0                          | 3–1                         | 2–1                     | 1–1                              |                                | 1–0                                 | 0–3                          | 2–0                           | 4–1 | 3–0                           | 3–0                       |
| Bản mẫu:Fb team Swindon Supermarine | 3–1                           | 6–0                     | 2–3                            | 2–3                             | 2–0                             | 4–1                           | 1–0                         | 3–4                            | 3–0                        | 1–2                               | 0–2                                 | 1–3                          | 1–0                         | 5–2                     | 4–3                              | 0–2                            |                                     | 0–2                          | 1–1                           | 2–1 | 1–2                           | 0–4                       |
| Bản mẫu:Fb team Taunton Town        | 2–1                           | 0–2                     | 1–0                            | 2–1                             | 1–1                             | 3–1                           | 1–2                         | 1–1                            | 2–1                        | 2–1                               | 1–0                                 | 2–4                          | 1–0                         | 2–1                     | 1–0                              | 1–0                            | 2–1                                 |                              | 0–0                           | 0–1 | 2–1                           | 1–1                       |
| Bản mẫu:Fb team Tiverton Town       | 0–1                           | 2–1                     | 4–0                            | 1–2                             | 1–2                             | 3–4                           | 1–1                         | 3–1                            | 4–0                        | 2–1                               | 3–0                                 | 1–2                          | 1–4                         | 2–0                     | 1–5                              | 3–1                            | 2–2                                 | 2–2                          |                               | 1–2 | 3–0                           | 1–1                       |
| Wantage Town                        | 1–2                           | 2–0                     | 4–2                            | 0–1                             | 1–0                             | 0–3                           | 1–3                         | 0–3                            | 2–2                        | 0–3                               | 1–2                                 | 0–3                          | 0–5                         | 2–3                     | 1–3                              | 0–3                            | 2–4                                 | 0–3                          | 1–3                           |     | 0–1                           | 0–1                       |
| Bản mẫu:Fb team Wimborne Town       | 0–2                           | 1–1                     | 6–0                            | 1–4                             | 1–4                             | 5–1                           | 1–2                         | 1–1                            | 3–1                        | 3–0                               | 1–0                                 | 0–2                          | 1–4                         | 3–0                     | 1–2                              | 1–2                            | 2–1                                 | 1–1                          | 1–3                           | 0–0 |                               | 4–2                       |
| Bản mẫu:Fb team Yate Town           | 1–0                           | 3–1                     | 1–0                            | 3–1                             | 1–0                             | 0–1                           | 4–2                         | 0–0                            | 6–3                        | 3–0                               | 4–2                                 | 0–0                          | 2–3                         | 4–1                     | 3–1                              | 0–1                            | 0–2                                 | 1–1                          | 0–0                           | 3–0 | 1–4                           |                           |

Cập nhật lần cuối: ngày 25 tháng 4 năm 2015.
Nguồn: SFL Division One South & West results grid
1 ^ Đội chủ nhà được liệt kê ở cột bên tay trái.
Màu sắc: Xanh = Chủ nhà thắng; Vàng = Hòa; Đỏ = Đội khách thắng.

### Sân vận động và địa điểm
| Đội bóng                            | Sân vận động                             | Sức chứa |
| ----------------------------------- | ---------------------------------------- | -------- |
| Bản mẫu:Fb team Merthyr Town        | Penydarren Park                          | 10,000   |
| Bản mẫu:Fb team Bashley             | Hoburne Field                            | 4,250    |
| Bản mẫu:Fb team Evesham United      | Jubilee Stadium                          | 3,000    |
| Bản mẫu:Fb team Clevedon Town       | Hand Stadium                             | 3,500    |
| Bản mẫu:Fb team Cinderford Town     | The Causeway                             | 3,500    |
| Bản mẫu:Fb team Tiverton Town       | Ladysmead                                | 3,500    |
| Bản mẫu:Fb team Wimborne Town       | Cuthbury                                 | 3,250    |
| Bản mẫu:Fb team A.F.C. Totton       | Testwood Stadium                         | 3,000    |
| Bản mẫu:Fb team Didcot Town         | Draycott Engineering Loop Meadow Stadium | 3,000    |
| Bản mẫu:Fb team Swindon Supermarine | The Webb's Wood Stadium                  | 3,000    |
| Bản mẫu:Fb team Bridgwater Town     | Fairfax Park                             | 2,500    |
| Bản mẫu:Fb team Mangotsfield United | Cossham Street                           | 2,500    |
| Bản mẫu:Fb team Taunton Town        | Wordsworth Drive                         | 2,500    |
| Bản mẫu:Fb team Fleet Town          | Calthorpe Field                          | 2,000    |
| Bản mẫu:Fb team North Leigh         | Eynsham Hall Park Sports Ground          | 2,000    |
| Bản mẫu:Fb team Shortwood United    | The Meadowbank Ground                    | 2,000    |
| Bản mẫu:Fb team Yate Town           | Lodge Road                               | 2,000    |
| Bản mẫu:Fb team Bishops Cleeve      | Kayte Lane                               | 1,500    |
| Wantage Town                        | Alfredian Park                           | 1,500    |
| Bản mẫu:Fb team Stratford Town      | DCS Stadium                              | 1,400    |
| Bản mẫu:Fb team Larkhall Athletic   | Plain Ham Ground                         | 1,000    |
| Bản mẫu:Fb team Sholing             | Silverlake Arena                         | 1,000    |

## League Cup
Southern League Cup 2014–15 (Với tên gọi: RedInsure Cup 2014–15 vì lý do nhà tài trợ) là mùa giải thứ 77 của giải đấu Southern League Cup, đây là giải đấu Cúp của hệ thông giải Southern Football League.

### Vòng sơ loại
| 23 tháng 9 năm 2014 | Bản mẫu:Fb team Hereford United | 2–2 (3–4 p) | Bản mẫu:Fb team Cinderford Town | Edgar Street, Hereford |  |
| 19:45 BST (UTC+01)  | O'Neil 89' (pen.) · Akinde 108' |             | Preen 77' · Moore 115' (pen.)   | Lượng khán giả: 226    |  |

### Vòng 1
| 13 tháng 9 năm 2014 | Bản mẫu:Fb team Bedford Town | 2–2 (2–4 p) | Bản mẫu:Fb team Leighton Town | The Eyrie, Bedford  |  |
| 15:00 BST (UTC+01)  | Rawlings 21' · King 51'      |             | Nicholls 27' · Watson 63'     | Lượng khán giả: 135 |  |

| 13 tháng 10 năm 2014 | Bản mẫu:Fb team Beaconsfield SYCOB | 1–4 | Burnham                                             | Holloways Park, Beaconsfield |  |
| 19:45 BST (UTC+01)   | Guramishcili 22'                   |     | Kabame 17' · O'Reagan 32' · Walker 53' · Hewitt 73' | Lượng khán giả: 49           |  |

| 13 tháng 10 năm 2014 | Bản mẫu:Fb team Hitchin Town | 2–2 (5–6 p) | Bản mẫu:Fb team Arlesey Town | Top Field, Hitchin |  |
| 19:45 BST (UTC+01)   | Burns 28' · Martin 50'       |             | Dasnell 43' · Bailey 71' (p) | Lượng khán giả: 92 |  |

| 13 tháng 10 năm 2014 | Bản mẫu:Fb team Redditch United                                                                     | 9–2 | Bản mẫu:Fb team Bishops Cleeve | The Valley Stadium, Redditch |  |
| 19:45 BST (UTC+01)   | Flannigan 22' · Hylton 23', 50', 69', 82' · Kullinane-Libard 45+1' · Samonds 79' · Carline 81', 83' |     | Botang 31', 35'                | Lượng khán giả: 72           |  |

| 14 tháng 10 năm 2014 | Bản mẫu:Fb team Aylesbury | 2–1 | Bản mẫu:Fb team Potters Bar Town | The Affinity Stadium, Aylesbury |  |
| 19:45 BST (UTC+01)   | French 20' · Prosper 30'  |     | Sheppard 35'                     | Lượng khán giả: 71              |  |

| 14 tháng 10 năm 2014 | Bản mẫu:Fb team Banbury United | 3–5 | Bản mẫu:Fb team Daventry Town                              | Spencer Stadium, Banbury |  |
| 19:45 BST (UTC+01)   | White 31', 78', 80'            |     | Piggon 10', 19' · Fitzgerald 23' · O'Grady 48' · Angus 82' | Lượng khán giả: 77       |  |

| 14 tháng 10 năm 2014 | Bản mẫu:Fb team Bashley          | 2–4 | Bản mẫu:Fb team Sholing                | Bashley Road, Bashley |  |
| 19:45 BST (UTC+01)   | Makoni 36' · Speechley-Price 76' |     | Mason 5', 58' · Baldachinno 79', 90+2' | Lượng khán giả: 59    |  |

| 14 tháng 10 năm 2014 | Bản mẫu:Fb team Bedworth United | 1–3 | Bản mẫu:Fb team Rugby Town        | The Oval, Bedworth  |  |
| 19:45 BST (UTC+01)   | Naughton 70'                    |     | Kolodynski 26', 34' · Grocutt 86' | Lượng khán giả: 112 |  |

| 14 tháng 10 năm 2014 | Bản mẫu:Fb team Biggleswade Town | 2–1 | Bản mẫu:Fb team Cambridge City | The Carlsberg Stadium, Biggleswade |  |
| 19:45 BST (UTC+01)   | Bossman 52', 72'                 |     | Bacon 12'                      | Lượng khán giả: 112                |  |

| 14 tháng 10 năm 2014 | Bản mẫu:Fb team Bridgwater Town | 2–2 (5–4 p) | Bản mẫu:Fb team Taunton Town | Fairfax Park, Bridgwater |  |
| 19:45 BST (UTC+01)   | Thomas 34' · Bushin 79' (pen)   |             | Trowbridge 24' · Kirk 53'    | Lượng khán giả: 225      |  |

| 14 tháng 10 năm 2014 | Bản mẫu:Fb team Chalfont St Peter | 1–1 (6–5 p) | A.F.C. Hayes | Mill Meadow, Chalfont St Peter |  |
| 19:45 BST (UTC+01)   | Morelese 74'                      |             | McManus 72'  | Lượng khán giả: 39             |  |

| 14 tháng 10 năm 2014 | Bản mẫu:Fb team Chesham United                                  | 5–0 | Bản mẫu:Fb team Aylesbury United | The Meadow, Chesham |  |
| 19:45 BST (UTC+01)   | Effiong 10' · Blake 19' · Little 59' · Laville 79' · Thomas 82' |     |                                  | Lượng khán giả: 157 |  |

| 14 tháng 10 năm 2014 | Bản mẫu:Fb team Chippenham Town | 1–2 | Bản mẫu:Fb team Paulton Rovers | Hardenhuish Park, Chippenham |  |
| 19:45 BST (UTC+01)   | Preece 26'                      |     | Gibbons 76' · Bryant 89'       | Lượng khán giả: 66           |  |

| 14 tháng 10 năm 2014 | Bản mẫu:Fb team Didcot Town | 3–3 (2–4 p) | Bản mẫu:Fb team North Leigh           | Loop Meadow Stadium, Didcot |  |
| 19:45 BST (UTC+01)   | Elkins 16' · Mills 50', 56' |             | Bowles 62' · Morgan 59' · Sanders 79' | Lượng khán giả: 95          |  |

| 14 tháng 10 năm 2014 | Bản mẫu:Fb team Dunstable Town             | 4–4 (5–4 p) | Bản mẫu:Fb team Barton Rovers                             | Creasey Park, Dunstable |  |
| 19:45 BST (UTC+01)   | Mackay 17' · Hutton 78' · Gregory 85', 90' |             | Ottoway 10' · Calgar 61' · Kilroy 71' (pen) · Vincent 88' | Lượng khán giả: 60      |  |

| 14 tháng 10 năm 2014 | Egham Town                                        | 4–2 | Bản mẫu:Fb team Slough Town | Runnymeade Stadium, Egham |  |
| 19:45 BST (UTC+01)   | Reid 1' · Stanislaus 38' (pen), 88' · Antonio 48' |     | Harris 17' · Smith 28'      | Lượng khán giả: 92        |  |

| 14 tháng 10 năm 2014 | Bản mẫu:Fb team Fleet Town | 0–2 | Bản mẫu:Fb team A.F.C. Totton | Calthorpe Park, Fleet |  |
| 19:45 BST (UTC+01)   |                            |     | Maxwell 13' · Edwards 36'     | Lượng khán giả: 55    |  |

| 14 tháng 10 năm 2014 | Bản mẫu:Fb team Godalming Town                                  | 5–1 | Bản mẫu:Fb team Northwood | Weycourt, Godalming |  |
| 19:45 BST (UTC+01)   | Crossley 17' · Palladion 38' · Micaletto 48', 90' · Wheeler 82' |     | Lehui 36'                 | Lượng khán giả: 67  |  |

| 14 tháng 10 năm 2014 | Bản mẫu:Fb team Hungerford Town | P – P | Wantage Town | War Memorial Ground, Hungerford |
| 19:45 BST (UTC+01)   |                                 |       |              |                                 |

| 14 tháng 10 năm 2014 | Bản mẫu:Fb team Kettering Town | 0–1 | Bản mẫu:Fb team Corby Town | Latimer Park, Kettering |  |
| 19:45 BST (UTC+01)   |                                |     | May 87'                    | Lượng khán giả: 237     |  |

| 14 tháng 10 năm 2014 | Marlow      | 1–0 | Bản mẫu:Fb team Uxbridge | Alfred Davis Ground, Marlow |  |
| 19:45 BST (UTC+01)   | Overdon 19' |     |                          | Lượng khán giả: 75          |  |

| 14 tháng 10 năm 2014 | Bản mẫu:Fb team North Greenford United | 4–2 | Bản mẫu:Fb team Hanwell Town | Berkeley Fields, Greenford |  |
| 19:45 BST (UTC+01)   | Asante 56', 65', 72' · Hutchinson 68'  |     | Cole (og) 32' · Ocha 45+2'   | Lượng khán giả: 63         |  |

| 14 tháng 10 năm 2014 | Bản mẫu:Fb team Poole Town              | 3–0 | Bản mẫu:Fb team Wimborne Town | Tatnam Ground, Poole |  |
| 19:45 BST (UTC+01)   | Preston 14' · Jermayne 19' · Munday 59' |     |                               | Lượng khán giả: 255  |  |

| 14 tháng 10 năm 2014 | Bản mẫu:Fb team Royston Town | 2–2 (4–2 p) | Bản mẫu:Fb team St Neots Town | Garden Walk, Royston |  |
| 19:45 BST (UTC+01)   | Ingrey 7' · Dobson 17'       |             | Ferrari 53' · Adjei 60'       | Lượng khán giả: 121  |  |

| 14 tháng 10 năm 2014 | Bản mẫu:Fb team St Ives Town | 2–1 | Bản mẫu:Fb team Histon | Westwood Road, St Ives |  |
| 19:45 BST (UTC+01)   | Eason 23' · Stead 33'        |     | Akintude 46'           | Lượng khán giả: 157    |  |

| 14 tháng 10 năm 2014 | Bản mẫu:Fb team Tiverton Town | 1–2 | Bản mẫu:Fb team Truro City | Ladysmead, Tiverton |  |
| 19:45 BST (UTC+01)   | Hinds 12'                     |     | Green 32' · Hayles 48'     | Lượng khán giả: 187 |  |

| 14 tháng 10 năm 2014 | Bản mẫu:Fb team Weymouth             | 3–2 | Bản mẫu:Fb team Dorchester Town | The Bob Lucas Stadium, Weymouth |  |
| 19:45 BST (UTC+01)   | Laird 19' · Beasley 41' · Palmer 55' |     | Oban 27' · Smith 53' (pen)      | Lượng khán giả: 362             |  |

| 14 tháng 10 năm 2014 | Bản mẫu:Fb team Yate Town | 2–1 | Bản mẫu:Fb team Clevedon Town | Lodge Road Stadium, Yate |  |
| 19:45 BST (UTC+01)   | Rodgers 16' · Haldane 82' |     | Thomas 48'                    | Lượng khán giả: 80       |  |

| 21 tháng 10 năm 2014 | Bản mẫu:Fb team Stratford Town | 2–0 | Bản mẫu:Fb team Evesham United | The DCS Stadium, Stratford-upon-Avon |  |
| 19:45 BST (UTC+01)   | Gregory 69' · Fagan 83' (pen)  |     |                                | Lượng khán giả: 190                  |  |

| 21 tháng 10 năm 2014 | Bản mẫu:Fb team Cirencester Town | 2–4 | Bản mẫu:Fb team Shortwood United   | The Corinium Stadium, Cirencester |  |
| 19:45 BST (UTC+01)   | Smith 2' · Dunton 37'            |     | Egan 3', 31' · Langworthy 20', 90' | Lượng khán giả: 61                |  |

| 22 tháng 10 năm 2014 | Bản mẫu:Fb team Larkhall Athletic    | 4–5 | Bản mẫu:Fb team Frome Town                                    | Plain Ham, Larkhall |  |
| 19:45 BST (UTC+01)   | Thorne 5' · Rlye 8' · Bryan 20', 27' |     | Rodriguez 11' · Cooper 60' (pen) · Ford 65', 68' · Powell 80' | Lượng khán giả: 84  |  |

| 28 tháng 10 năm 2014 | Bản mẫu:Fb team Cinderford Town | 1–4 | Bản mẫu:Fb team Swindon Supermarine          | The Causeway, Cinderford |  |
| 19:45 BST (UTC+01)   | Preen 84'                       |     | Adams 5' · Standard 12', 57' · Etheridge 28' | Lượng khán giả: 58       |  |

### Vòng 2
| 11 tháng 11 năm 2014 | Bản mẫu:Fb team Rugby Town        | 3–2 | Bản mẫu:Fb team Redditch United | Butlin Road, Rugby, Warwickshire |  |
| 19:45 BST (UTC+01)   | Kolodynski 18', 85' · Marsden 26' |     | Spencer 15' · Hylton 64'        | Lượng khán giả: 120              |  |

| 11 tháng 11 năm 2014 | Bản mẫu:Fb team St Ives Town | 1–3 | Bản mẫu:Fb team Royston Town         | Garden Walk, Royston |  |
| 19:45 BST (UTC+01)   | Seymour-Shove 59'            |     | Bridges 1' · Fehmi 54' · Lockett 55' | Lượng khán giả: 106  |  |

| 11 tháng 11 năm 2014 | Bản mẫu:Fb team Stratford Town | 2–0 | Bản mẫu:Fb team Daventry Town | The DCS Stadium, Stratford upon Avon |  |
| 19:45 BST (UTC+01)   | Headley 32' · Gregory 86'      |     |                               | Lượng khán giả: 131                  |  |

| 11 tháng 11 năm 2014 | Bản mẫu:Fb team Weymouth | 0–2 | Bản mẫu:Fb team Sholing  | Bob Lucas Stadium, Weymouth |  |
| 19:45 BST (UTC+01)   |                          |     | Adekunie 19' · Mason 86' | Lượng khán giả: 163         |  |

| 11 tháng 11 năm 2014 | Bản mẫu:Fb team Yate Town            | 3–3 (6–7 p) | Bản mẫu:Fb team Swindon Supermarine | Lodge Road, Yate   |  |
| 19:45 BST (UTC+01)   | Jackson 8' · Rogers 17' · Staley 47' |             | Adams 41' · Stevens 44' · Gray 88'  | Lượng khán giả: 75 |  |

| 18 tháng 11 năm 2014 | Bản mẫu:Fb team A.F.C. Totton | 1–4 | Bản mẫu:Fb team Poole Town                          | Testwood Stadium, Totton |  |
| 19:45 BST (UTC+01)   | Edwards 86'                   |     | Munday 21' · Maloney 53' · Brooks 55' · Roberts 60' | Lượng khán giả: 158      |  |

| 18 tháng 11 năm 2014 | Bản mẫu:Fb team Biggleswade Town | 2–1 | Bản mẫu:Fb team Dunstable Town | Carlsbery Stadium, Biggleswade |  |
| 19:45 BST (UTC+01)   | Jackson 6' · Allinson 76'        |     | Hutton 78'                     | Lượng khán giả: 70             |  |

| 18 tháng 11 năm 2014 | Bản mẫu:Fb team Bridgwater Town | 1–5 | Bản mẫu:Fb team Truro City                    | Fairfax Park, Bridgwater |  |
| 19:45 BST (UTC+01)   | O'Hare 60'                      |     | Duff 13', 27' · Hayles 20' · Vassell 24', 57' | Lượng khán giả: 110      |  |

| 18 tháng 11 năm 2014 | Bản mẫu:Fb team Chalfont St Peter | 1–1 (3–4 p) | Bản mẫu:Fb team Chesham United | Mill Meadow, Chalfont St Peter |  |
| 19:45 BST (UTC+01)   | Stephenson 69'                    |             | Blake 66'                      | Lượng khán giả: 84             |  |

| 19 tháng 11 năm 2014 | Bản mẫu:Fb team Godalming Town | 1–2 | Egham Town            | Weycourt, Godalming |  |
| 19:45 BST (UTC+01)   | Simeone 55'                    |     | Antonio 2' · Read 53' | Lượng khán giả: 95  |  |

| 19 tháng 11 năm 2014 | Bản mẫu:Fb team North Leigh               | 4–4 (3–0 p) | Bản mẫu:Fb team Aylesbury                   | Eynsham Park, North Leigh |  |
| 19:45 BST (UTC+01)   | Woodley 7', 87' · Ingram 30' · Mcnish 89' |             | Wadkins 5', 84' · A Goss 75' · L Goss 90+5' | Lượng khán giả: 47        |  |

| 25 tháng 11 năm 2014 | Bản mẫu:Fb team Hungerford Town | 3–3 (3–4 p) | Bản mẫu:Fb team Shortwood United    | Bulpit Lane, Hungerford |  |
| 19:45 BST (UTC+01)   | Draycott 14', 32' · Rusby 29'   |             | Lee 16' · Egan 49' · Langworthy 59' | Lượng khán giả: 50      |  |

| 25 tháng 11 năm 2014 | Marlow | 0–3 | Burnham                        | Alfred Davis Memorial Ground, Marlow |  |
| 19:45 BST (UTC+01)   |        |     | Brown 45+1', 70' · Kabamba 84' | Lượng khán giả: 75                   |  |

| 26 tháng 11 năm 2014 | Bản mẫu:Fb team Corby Town | 1–0 | Bản mẫu:Fb team Arlesey Town | Steel Park, Corby   |  |
| 19:45 BST (UTC+01)   | Miller 82' (pen)           |     |                              | Lượng khán giả: 155 |  |

| 2 tháng 12 năm 2014 | Bản mẫu:Fb team Paulton Rovers | 3–2 | Bản mẫu:Fb team Frome Town     | Athletic Field, Paulton |  |
| 19:45 BST (UTC+01)  | Davies 56', 65' · Barnes 81'   |     | Miller 64' (pen) · Haldane 89' | Lượng khán giả: 128     |  |

| 9 tháng 12 năm 2014 | Bản mẫu:Fb team Leighton Town | 1–3 | Bản mẫu:Fb team North Greenford United | Bell Close, Leighton Buzzard |  |
| 19:45 BST (UTC+01)  | Senla 59'                     |     | Read 23', 87' · Maniton 66'            | Lượng khán giả: 123          |  |

### Vòng 3
| 16 tháng 12 năm 2014 | Bản mẫu:Fb team Royston Town | 0–1 | Bản mẫu:Fb team Corby Town | Garden Walk, Royston |  |
| 19:45 BST (UTC+01)   |                              |     | Goddard 41'                | Lượng khán giả: 98   |  |

| 6 tháng 1 năm 2015 | Burnham                                       | 3–3 (4–5 p) | Egham Town                             | The Gore, Burnham  |  |
| 19:45 BST (UTC+01) | Montgomery 3' · Bernard 35' · Jones 58' (pen) |             | Read 45' · Antonio 80' · Chandiram 84' | Lượng khán giả: 42 |  |

| 6 tháng 1 năm 2015 | Bản mẫu:Fb team Paulton Rovers | 1–2 | Bản mẫu:Fb team Truro City | Athletic Field, Paulton |  |
| 19:45 BST (UTC+01) | Lacy 67'                       |     | Afful 13' · Hayles 15'     | Lượng khán giả: 93      |  |

| 6 tháng 1 năm 2015 | Bản mẫu:Fb team Poole Town                  | 3–0 | Bản mẫu:Fb team Sholing | Tatnam, Poole       |  |
| 19:45 BST (UTC+01) | Roberts 12' · Quigley 28' · Miller (og) 44' |     |                         | Lượng khán giả: 151 |  |

| 6 tháng 1 năm 2015 | Bản mẫu:Fb team Swindon Supermarine | 2–0 | Bản mẫu:Fb team Shortwood United | The Webb's Wood Stadium, Swindon |  |
| 19:45 BST (UTC+01) | Hopper 68' · King 70'               |     |                                  | Lượng khán giả: 82               |  |

| 7 tháng 1 năm 2015 | Bản mẫu:Fb team North Leigh                    | 3–1 | Bản mẫu:Fb team Stratford Town | Eynsham Park, North Leigh |  |
| 20:05 BST (UTC+01) | Osbourne-Ricketts 14', 85' (pen) · Hopkins 69' |     | Tulloch 23'                    | Lượng khán giả: 39        |  |

| 20 tháng 1 năm 2015 | Bản mẫu:Fb team Biggleswade Town | 0–2 | Bản mẫu:Fb team Rugby Town         | Carlsberg Stadium, Biggleswade |  |
| 19:45 BST (UTC+01)  |                                  |     | Lake-Gaskin 45' (pen) · Koriya 71' | Lượng khán giả: 75             |  |

| 29 tháng 1 năm 2015 | Bản mẫu:Fb team Chesham United            | 3–4 | Bản mẫu:Fb team North Greenford United               | The Meadow, Chesham |  |
| 19:45 BST (UTC+01)  | Allen 10' · Little 55' (pen) · Blacke 58' |     | Bah 12' · Moore 34' · Mbunga 70' (pen) · Scott 90+3' | Lượng khán giả: 79  |  |

### Vòng tứ kết
| 10 tháng 2 năm 2015 | Egham Town                     | 2–1 | Bản mẫu:Fb team North Greenford United | Runnymede Stadium, Egham |  |
| 19:45 BST (UTC+01)  | Mathew 54' · Jackson 59' (pen) |     | Morris 87' (pen)                       | Lượng khán giả: 63       |  |

| 10 tháng 2 năm 2015 | Bản mẫu:Fb team Poole Town | 2–0 | Bản mẫu:Fb team Truro City | Tatnam, Poole       |  |
| 19:45 BST (UTC+01)  | Devlin 31', 42', pen'      |     |                            | Lượng khán giả: 152 |  |

| 10 tháng 2 năm 2015 | Bản mẫu:Fb team Rugby Town | 1–3 | Bản mẫu:Fb team Corby Town                  | Butlin Road, Rugby  |  |
| 19:45 BST (UTC+01)  | Blythe 75'                 |     | Taylor 2' · Chamberlain 7' · Weir-Daley 89' | Lượng khán giả: 134 |  |

| 10 tháng 2 năm 2015 | Bản mẫu:Fb team Swindon Supermarine | 0–2 | Bản mẫu:Fb team North Leigh | The Webbs Wood Stadium, Swindon |  |
| 19:45 BST (UTC+01)  |                                     |     | Caton 26' (44)              | Lượng khán giả: 56              |  |

### Vòng bán kết
| 24 tháng 2 năm 2015 | Bản mẫu:Fb team Poole Town          | 3–2 | Egham Town                    | Tatnam, Poole       |  |
| 19:45 BST (UTC+01)  | Close ?' · Quigley ?' · Burbidge ?' |     | Gutheridge ?' · Stanislaus ?' | Lượng khán giả: 199 |  |

| 11 tháng 3 năm 2015 | Bản mẫu:Fb team Corby Town | 1–0 | Bản mẫu:Fb team North Leigh | Steel Park, Corby   |  |
| 19:45 BST (UTC+01)  | Hoban 4'                   |     |                             | Lượng khán giả: 234 |  |

### Chung kết

#### Lượt đi
| 18 tháng 3 năm 2015 | Bản mẫu:Fb team Corby Town | 1–1 | Bản mẫu:Fb team Poole Town | Steel Park, Corby   |  |
| 19:45 BST (UTC+01)  | Mills 16'                  |     | Gillespie 5'               | Lượng khán giả: 482 |  |

#### Lượt về
| 31 tháng 3 năm 2015 | Bản mẫu:Fb team Poole Town | 0–0 (TTS 1–1)           | Bản mẫu:Fb team Corby Town | Tatnam, Poole       |  |
| 19:45 BST (UTC+01)  |                            | Poole win on away goals |                            | Lượng khán giả: 510 |  |